# Luigi Bigiarelli
Luigi Bigiarelli (Rome, 20 augustus 1875 – Brussel, 16 februari 1908) was een Italiaanse atleet en stichter van SS Lazio.

## Levensloop
Op 9 januari 1900 besloot Bigiarelli samen met acht vrienden om een sportvereniging op te richten. De 'Societa Podistica Lazio' was geboren. Luigi, zelf ook atleet, wilde zich verzetten tegen de hoge onbetaalbare lidmaatschapsgelden die toen bij de Romeinse sportverenigingen golden. De nieuwe sportvereniging droeg de olympische gedachte hoog in het vaandel en wilde jongeren aanzetten om te sporten.
Blauw en wit werden als kleur gekozen ter ere van Griekenland, de grondleggers van de Olympische Spelen. Als symbool werd gekozen voor de adelaar, het symbool van het Romeinse Rijk. Op de Tiber werden de eerste wedstrijden georganiseerd, zoals roeien, zwemmen en lopen. In 1902 werd de voetbaltak geboren.
Samen met zijn broer Giacomo emigreerde Luigi rond de eeuwwisseling naar België. Luigi Bigiarelli overleed uiteindelijk aan een longontsteking op 32-jarige leeftijd in Brussel. Zijn graf ligt op de Begraafplaats van Elsene in Brussel.

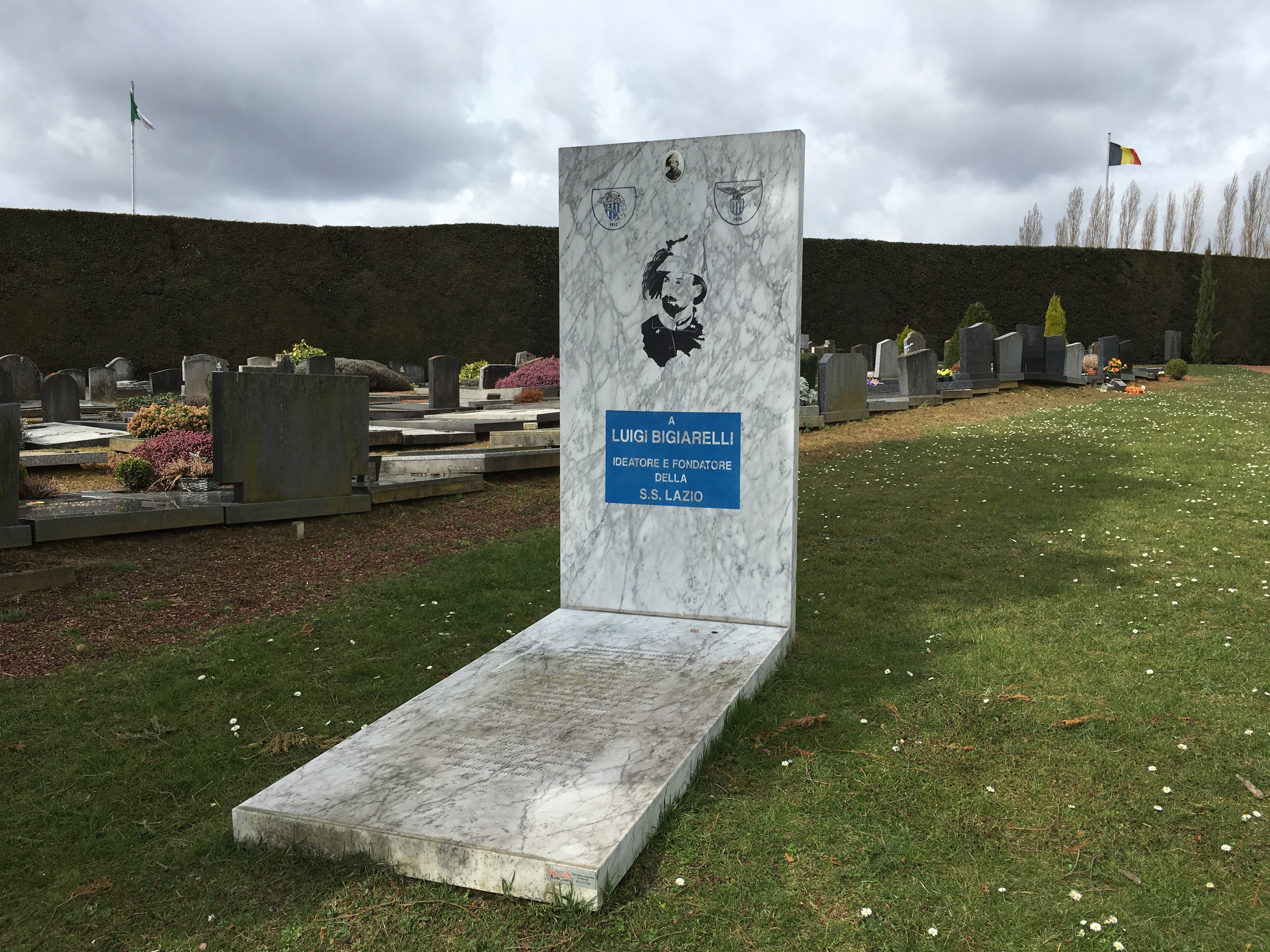
Graf van Luigi Bigiarelli